# 鼓常良
鼓 常良（つづみ つねよし、1887年 - 1981年）は、日本の独文学者。

## 経歴
1987年、広島県で生まれた。東京帝国大学独文科で学び、1912年に卒業。
卒業後は教員となり、第八高等学校教授。戦後は大阪市立大学教授、後に大阪電気通信大学教授をつとめた。1962年、京都・桂に幼児教育研究所を設立し､その付属「月見が丘子どもの家」(横浜梶山モンテッソーリスクールの前身)で敗戦後最初のモンテッソーリ教育実践を始めた。

## 研究内容・業績
専門はドイツ文学で、美学、文芸学を研究。戦前はナチス文学の影響を受け、日本での宣伝に組した。晩年はモンテッソーリの教育学の翻訳をてがけ、自らも生活教育法（モンテッソーリ教育実践の秘訣）を著した。

## 家族・親族
- 長女：川村洋子は横浜梶山モンテッソーリスクールの園長[2]。

## 著作

### 単著
- 『詳解独逸文典』大倉書店 1921
- 『西洋美学史』大村書店 1926
- 『日本芸術様式の研究』章華社 1933
- 『基本独逸文法』大学書林 1933
- 『生活文化の東西』章華社 1935
- 『独逸語新教程』大学書林 1935
- 『日本芸術の民族的特色』(思想問題小輯 7) 日本文化協会 1937
- 『冠詞の用法』大学書林 1938
- 『ドイツ文学史』白水社 1940
- 『芸術日本の探究』創元社 1941
- 『芸術学』三笠書房　1943
- 『東洋美と西洋美』敞文館(黎明選書) 1943
- 『独逸文学小史』三省堂(語学文庫) 1943
- 『文明の行方』矢代書店 1947
- 『瞑想の竝木路 人生論集』矢代書店 1947
- 『ドイツ文学入門』晃文社 1948
- 『生活の美学』角川新書 1956
- 『西洋の庭園』東京創元社(創元選書) 1961
- 『文芸学の方法』勁草書房 1967
- 『西洋文学の歴史』勁草書房 1969

### 共著
- 『新修日本精神讀本』井上哲次郎・清原貞雄・武田祐吉・植木直一郎・大倉邦彦・松永材・宇野圓空・河野省三・村瀬武比古・栗田元次・藤澤親雄・中河與一・杉森孝次郎・亘理章三郎・藤原銀次郎・蓑田胸喜・浦本浙潮・鼓常良・津久井龍雄・加藤一夫・三井甲之・赤松克麿・大串兎代夫・岡本かの子共著、朝日新聞社 1938

### 訳書
- 『文化の諸相と其進路』ミユツラーリヤ著、大村書店 1921
- 『若きヱルテルの悩み』(ゲーテ全集 6) 大村書店 1925
- 『ワレンシユタイン』シルレル著、岩波文庫 1940
- 『あひよる魂』エーミール・シュトラウス著、白水社 1940
- 『同志シュミーデケ』アルフレート・カラッシュ（ドイツ語版）著、白水社 1941
- 『マリーア・マグダレーナ』ヘッベル著、岩波文庫 1941
- 『やくざ者日記』アイヒェンドルフ 尾関毅共訳　晃文社 1948
- 『人間史論』(全4巻) ヘルダー著、白水社 1948－1949
- 『子供の秘密 幼少年期の心の解剖と育て方』M.モンテソリー著、日本教文社 1957
- 『幼児の秘密』マリア・モンテッソーリ著、国土社 1968
- 『子どもの発見』マリーア・モンテッソーリ著、国土社 1971
- 『子どもの心』マリーア・モンテッソーリ著、国土社 1971